# Giovanna la pazza (film 1948)
Giovanna la pazza (Locura de amor) è un film del 1948, diretto da Juan de Orduña.

## Trama
Il duca Filippo, innamorato di Aldara, una bellissima principessa araba, tenta di dimostrare falsamente che sua moglie Giovanna di Castiglia sia pazza.
Tutto va per il verso giusto ma, proprio quando la regina sta per essere internata, il duca si ammala e muore.